# Празници у Јужном Судану
Празници у Јужном Судану су дефинисани законом и славе се сваке године.

## Списак празника
У Јужном Судану се тренутно празнује седам државних празника.
| Назив празника                             | Датум празновања |
| ------------------------------------------ | ---------------- |
| Дан независности                           | 1. јануар        |
| Дан мировног договора                      | 9. јануар        |
| Дан Народног покрета за послобођење Судана | 16. март         |
| Дан мученика                               | 30. јул          |
| Светски дан борбе против сиде              | 1. децембар      |
| Прослава доношења Устава                   | 5. децембар      |
| Божић                                      | 25. децембар     |